# Christoffelturm

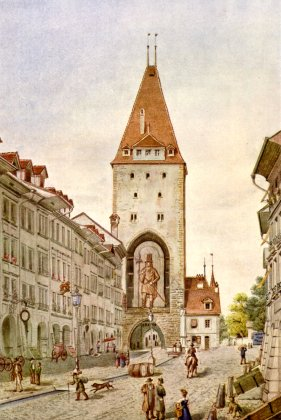
Christoffelturm Bern, um 1860

Davidbrunnen und Turm

Der Christoffelturm (auch Christoffeltor) war ein Turm gegenüber der Heiliggeistkirche und neben dem Loebegge am oberen Ende der Spitalgasse in der Altstadt von Bern.

## Geschichte
Der Turm wurde 1344 bis 1346 erbaut. In einer gegen die Stadt geöffneten Nische stand seit der Mitte des 15. Jahrhunderts eine kleine Statue des hl. Christophorus, die 1498 durch eine 9,7 Meter hohe Figur aus Lindenholz ersetzt wurde. Nach der Einführung der Reformation wurde die Christophorusfigur in der Mitte des 16. Jahrhunderts als Torwächter und später als Goliath umgedeutet, indem sie anstelle des Jesuskindes, des Stabes und des Heiligenscheines mit einer Keule versehen wurde.

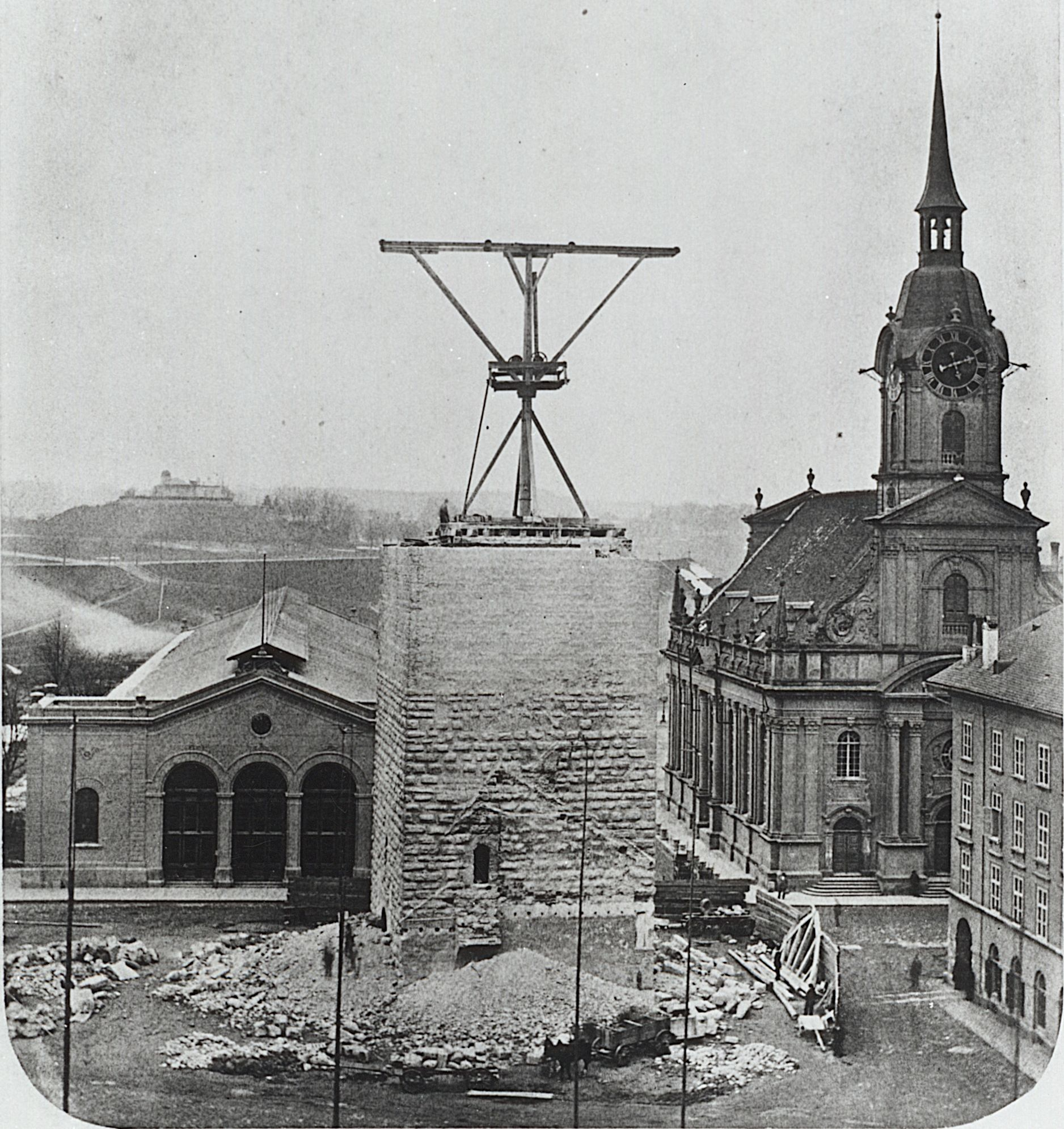
Aufnahme Frühjahr 1865, während des Abbruchs; rechts Heiliggeistkirche und Studer-Haus (heute Loebegge)

Nach einer Gemeindeabstimmung am 15. Dezember 1864, bei der 415 Befürworter 411 Gegnern gegenüberstanden, wurde der Christoffelturm im Frühjahr 1865 unter der Aufsicht von Gottlieb Ott abgebrochen; Überreste der Fundamente finden sich in der Unterführung vom Loebegge zum Berner Bahnhof. Der Kopf der hölzernen Christophorusfigur befindet sich im Historischen Museum Bern, der Rest wurde armen Bevölkerungskreisen zur Verfeuerung überlassen. Auf den Abbruch nimmt Joseph Victor Widmanns Komödie Das Festgedicht Bezug.
Ein Abguss ist in der Unterführung beim Bahnhof Bern zu sehen.

## Davidbrunnen
Auf einem schon 1372 erwähnten Brunnen in der Nähe des Turmes, der zunächst Christoffelbrunnen hiess, wurde im 16. Jahrhundert eine Figur des Königs David mit Krone aufgestellt. 1711 wurde diese – passend zur Umdeutung des Christophorus als Goliath – durch ein neues Standbild von David als Knabe mit Steinschleuder ersetzt; seitdem hiess dieser Brunnen Davidbrunnen. Eine zweite Davidfigur trug der Brunnen von 1778 bis 1846. Danach wurde ein neugotischer Brunnen aufgestellt, der 1919 nach Bümpliz gebracht wurde (vgl. Davidbrunnen) und ursprünglich eine Figur Rudolf von Erlachs tragen sollte, die aber nie verwirklicht wurde.